# Kuharski recept
Kuharski recept sadrži upute za pripremu specifičnih jela i pića. Recept sadrži popis sastojaka i upute za pripremu. Može biti primjerice u obliku zapisa ili u obliku knjige.
Najstariji kuharski recepti potječu iz Indije, Kine i Stare Grčke. 

## Vanjske poveznice
|  | Wikiknjige imaju gradivo o temi WikiKuharica |